# 미국계 캐나다인
미국계 캐나다인은 미국 혈통의 캐나다인이다. 이 용어는 주로 미국에서 이주했거나 미국에 혈통을 둔 캐나다인을 지칭하는 데 사용된다. 여기에는 귀화하여 캐나다 시민이 된 미국 태생의 사람들도 포함될 수 있다. 많은 미국계 캐나다인은 미국과 캐나다 국적을 모두 소지하고 있다.

## 인구 통계
2016년 인구조사에 따르면, 29,590명의 캐나다인이 자신의 단일 민족을 미국인으로 보고했으며, 347,810명은 부분적으로 미국 혈통이라고 보고했다.

## 캐나다 내 미국인의 역사

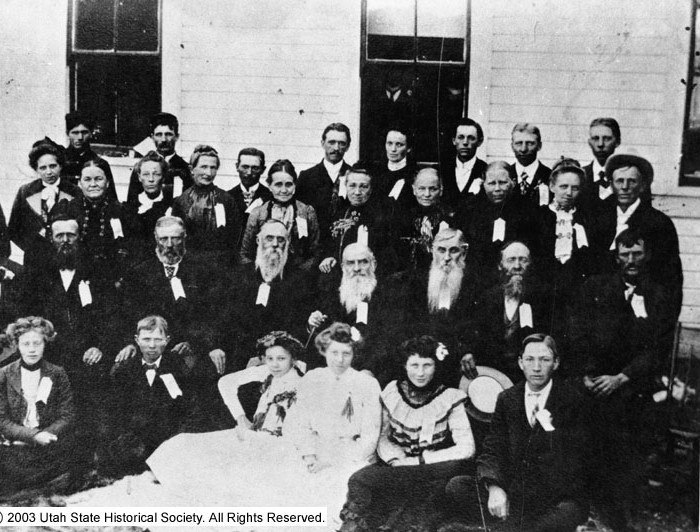
1902년 카드스턴, 앨버타주에 정착한 모르몬교도들

미국인들은 역사 전반에 걸쳐 캐나다로 이주해 왔다. 미국 독립 혁명 중에는 영국 왕실에 충성했던 백인 미국인 인구의 15~25% (30만~50만 명)가 미국을 떠나 캐나다에 정착했다. 1783년까지 46,000명이 온타리오주(10,000명)와 해양주(36,000명)에 정착했다. 1800년경에는 9,000명이 동부 타운십에 살았다. 이 초기 정착민들은 공식적으로 영국 통일 충성파로 지정되었으며 왕의 충성스러운 미국인으로 불렸다. 많은 아프리카계 캐나다인은 미국 독립 혁명 중에 캐나다로 도피한 아프리카계 미국인 노예(흑인 충성파)의 후손이다. 미영 전쟁 이전에 왕에게 충성 서약을 하면 토지를 주겠다는 약속에 이끌려 3만 명의 미국 이민자들의 유사한 물결이 온타리오주에 정착했다. 미영 전쟁의 흑인 난민들도 캐나다로 도피했으며, 많은 미국 노예들도 지하철도 (비밀결사)를 통해 넘어왔는데, 대부분 핼리팩스, 노바스코샤주 또는 온타리오주 남부에 정착했다. 미영 전쟁이 발발했을 때 온타리오주 주민 11만 명 중 8만 명은 미국 태생이거나 미국인의 후손이었다. 해양주에서는 13만 5천 명 중 11만 명이 1775년 이전 또는 그 이후에 정착한 미국인 및 그 후손이었다. 이 사실은 1830년대까지 영어권 캐나다에 뚜렷한 미국 문화적 특색을 부여했다. 차이점은 정치적이었다. 영국과의 분리를 싫어하는 사람들과 지지하는 사람들로 나뉘었다.
20세기 초, 75만 명 이상의 미국인 정착민이 앨버타주, 매니토바주, 서스캐처원주의 대평원주 농업 지역으로 이주했다. 이들 중 다수는 유럽이나 캐나다 동부에서 농지를 찾아 미국으로 갔다가 무상 농지 공급이 소진된 것을 알게 된 이민자(또는 이민자의 자녀)였다. 다른 이들은 유럽계 미국인의 오래된 후손들(미국 중서부 및 어퍼 사우스 지역 출신)이었고, 소수는 아프리카계 미국인과 같은 인종 소수자들이었다. 1916년, 미국인들은 앨버타주 외국 태생 거주자의 36%, 서스캐처원주 30%, 매니토바주 8%를 차지했다. 즉, 세 주의 총 인구 약 150만 명 중 약 40만 명에 해당했다.
베트남 전쟁 시기에는 많은 미국인 징병 거부자들이 전쟁을 피하기 위해 캐나다로 도피했다. 2006년에는 약 10,200명의 미국인이 캐나다로 이주했는데, 이는 1977년 이후 가장 높은 수치였다.

## 같이 보기
- 미국
- 미국 영어
- 미국-캐나다 국경
- 퀘벡어
- 영국 통일 충성파
- 캐나다의 아프리카계 미국인